# UFC on Fox: Johnson vs. Dodson
O UFC on Fox: Johnson vs. Dodson (ou UFC on Fox 6) é um evento de MMA, promovido pelo Ultimate Fighting Championship, ocorreu em 26 de janeiro de 2013 no United Center em Chicago, Illinois.

## Background
Michael Kuiper era esperado para enfrentar Caio Magalhães no UFC on FX: Belfort vs. Bisping, porém Magalhães se machucou e Kuiper foi movido para este evento, para enfrentar Buddy Roberts. Porém Roberts se lesionou e foi substituído por Josh Janousek. Porém Janousek também se lesionou e foi o quarto adversário de Kuiper a se machucar, Kuiper foi retirado do evento 
Magnus Cedenblad era esperado para enfrentar Rafael Natal no evento, porém se lesionou e foi substituído por Sean Spencer.

## Card Oficial
Nota 1 Pelo Cinturão Peso-Mosca do UFC.

## Bônus da Noite
- Luta da Noite:  Demetrious Johnson vs.  John Dodson
- Nocaute da Noite:  Anthony Pettis
- Finalização da Noite:  Ryan Bader